# أمير حسين فردي
أمير حسين فردي هو كاتب وكاتب للأطفال وأديب وقاص إيراني وٌلد أردبيل في 27 سبتمبر 1949 وتوفي في طهران في الخامس والعشرين من أبريل عام 2013. ساهم في تأسيس مؤسسة الفكر والفن الإسلامي، وهو مدير تحرير صفحة الأطفال في جريدة كيهان لمدة 31 عاماً.